# Campionato Sammarinese (2007/2008)
W sezonie 2007/2008 rozegrano 23. edycję najwyższej klasy rozgrywkowej piłki nożnej w San Marino – Campionato Sammarinese. W sezonie brało udział 15 zespołów. Tytuł obroniła drużyna SS Murata. 

## Wyniki sezonu

### Grupa A
|    | Klub             | Pkt | M  | Z  | R | P  | G+ | G- | +/- |                                                    |
| -- | ---------------- | --- | -- | -- | - | -- | -- | -- | --- | -------------------------------------------------- |
| 1. | Tre Penne        | 44  | 21 | 13 | 5 | 3  | 51 | 22 | +29 |                                                    |
| 2. | Tre Fiori        | 36  | 21 | 10 | 6 | 5  | 35 | 26 | +9  |                                                    |
| 3. | Juvenes/Dogana   | 36  | 21 | 10 | 6 | 5  | 31 | 18 | +13 | Udział w Puchar UEFA Pierwsza runda kwalifikacyjna |
| 4. | Cailungo         | 36  | 21 | 10 | 6 | 5  | 37 | 24 | +13 |                                                    |
| 5. | Pennarossa       | 25  | 21 | 7  | 4 | 10 | 33 | 42 | -9  |                                                    |
| 6. | Folgore/Falciano | 22  | 21 | 6  | 4 | 11 | 21 | 37 | -16 |                                                    |
| 7. | Domagnano        | 17  | 21 | 4  | 5 | 12 | 36 | 54 | -18 |                                                    |
| 8. | Fiorentino       | 4   | 21 | 1  | 1 | 19 | 17 | 60 | -43 |                                                    |

### Grupa B
|    | Klub         | Pkt | M  | Z  | R | P  | G+ | G- | +/- |                                                           |
| -- | ------------ | --- | -- | -- | - | -- | -- | -- | --- | --------------------------------------------------------- |
| 1. | Murata       | 43  | 20 | 12 | 7 | 1  | 46 | 15 | +31 | Udział w Liga Mistrzów UEFA Pierwsza runda kwalifikacyjna |
| 2. | La Fiorita   | 42  | 20 | 12 | 6 | 2  | 39 | 24 | +15 |                                                           |
| 3. | Faetano      | 37  | 20 | 11 | 4 | 5  | 45 | 18 | +27 |                                                           |
| 4. | Virtus       | 34  | 20 | 9  | 7 | 4  | 34 | 23 | +11 |                                                           |
| 5. | Cosmos       | 23  | 20 | 6  | 5 | 9  | 21 | 33 | -12 |                                                           |
| 6. | Libertas     | 21  | 20 | 5  | 6 | 9  | 27 | 36 | -9  |                                                           |
| 7. | San Giovanni | 14  | 20 | 4  | 2 | 14 | 15 | 56 | -41 |                                                           |

|  | Play-off na Puchar UEFA 2007/08 Pierwsza runda kwalifikacyjna |

## Wyniki play-off

### Pierwsza runda
Klub z drugiego miejsca, zagra z zespołem z trzeciego miejsca z przeciwnej grupy.
| La Fiorita | 3-4 | Juvenes/Dogana |
| Tre Fiori  | 1-0 | Faetano        |

### Druga runda
Zwycięzca pierwszej grupy zagra z klubami z pierwszych miejsc z każdej grupy.
| Tre Penne | 1-5    | Juvenes/Dogana |
| Murata    | 2-2    | Tre Fiori      |
|           | (6-3k) |                |

### Trzecia runda
Przegrani z pierwszej oraz drugiej rundy grają ze sobą. Przegrani z tej rundy są eliminowani
| Tre Penne | 1-2 | Faetano    |
| Tre Fiori | 1-0 | La Fiorita |

### Czwarta runda
Zwycięzcy z drugiej grupy będą grać z pozostałymi. Zwycięzcy awansują do finałów, a przegrani do półfinałów
| Juvenes/Dogana | 0-2 | Murata |

Zwycięzcy trzeciej grupy grają z innymi i przegrany jest eliminowany.
| Faetano | 2-1 | Tre Fiori |

### Półfinał
Zwycięzca awansuje do finału a przegrany odpada.
| Faetano | 0-1 | Juvenes/Dogana |
|         | (D) |                |

### Finał
| 3 czerwca 2008 | SS Murata Carlo Valentini 83' | 1:0Raport | AC Juvenes/Dogana | Stadion Olimpijski, Serravalle |
|                |                               |           |                   |                                |